# Nininho
Antônio Francisco, detto Nininho (Campinas, 6 novembre 1923 – Campinas, 8 ottobre 1997), è stato un calciatore brasiliano, di ruolo attaccante.

## Carriera

### Club
Ha sempre giocato per club brasiliani.

### Nazionale
Con la Nazionale del suo paese prese parte a 4 incontri ma vinse la Copa América nel 1949.

## Palmarès

### Nazionale
- Campeonato Sudamericano de Football: 1

Brasile 1949